# Stagno di San Teodoro
Lo stagno di San Teodoro  è una zona umida situata nel comune di San Teodoro, in prossimità della costa nord-orientale della Sardegna.

In base alle direttive comunitarie n. 92/43/CEE e n. 79/409/CEE è considerato sito di interesse comunitario (SIC ITB010011) e zona di protezione speciale (ZPS ITB023019).

Nella laguna viene praticata la pesca di orate, spigole, sogliole, mugilidi, anguille, saraghi e vongole veraci.